# Аржинт, Клавдия Ивановна
Клавдия Ивановна Аржинт (род. 1946) — советская колхозница, депутат Верховного Совета СССР.

## Биография
Родилась в 1946 году. Русская. По состоянию на 1974 год — член ВЛКСМ. Образование среднее специальное.
С 1939 года — звеньевая, агроном-виноградарь, а с 1972 года — бригадир виноградарской бригады колхоза им. Менжинского Шелковского района Чечено-Ингушской АССР.
Депутат Совета Национальностей Верховного Совета СССР 9 созыва (1974—1979) от Наурского избирательного округа № 675 Чечено-Ингушской АССР.